# هوراس ويلسون (لاعب كرة قاعدة)
هوراس ويلسون (بالإنجليزية: Horace Wilson)‏ (و. 1843 – 1927 م) هو لاعب كرة قاعدة، ومدرس أمريكي، ولد في غورهام، توفي في سان فرانسيسكو، عن عمر يناهز 84 عاماً.

## مناصب
تولى منصب Foreign government advisors in Meiji Japan ‏
.

## جوائز
حصل على جوائز منها:

قاعة البيسبول اليابانية للمشاهير ‏